# Charaxes kitungolensis
Charaxes kitungolensis är en fjärilsart som beskrevs av Embrik Strand 1911. Charaxes kitungolensis ingår i släktet Charaxes och familjen praktfjärilar. Inga underarter finns listade i Catalogue of Life.